# オオスベトカゲ
オオスベトカゲ（Chioninia coctei）はマブヤ科に分類される絶滅したトカゲの一種。

## 分類
かつては単型のMacroscincus 属に分類されていたが、分子系統解析では、他の大型トカゲ類との近縁性は否定され、カーボベルデに生息するマブヤ属 Mabuya の数種と近縁であるという結果が得られた。その後本種は、他のカーボベルデ産マブヤと共にChioninia 属に移された。中でもChioninia spinalis と近縁であることが分かっている。Chioninia 属がカーボベルデに到達したのがおよそ1000万年前（中新世）、本種とChioninia spinalis が分化したのがおよそ700万年前と推定されている。

## 分布
東大西洋のカーボベルデの一部であるバルラヴェント諸島のブランコ島とラソ島に生息していた。島の面積は小さく、合計でも10km2程度である。また、歴史的にはさらに広い分布域を持っていたようで、サン・ヴィセンテ島やサンタ・ルシア島からも半化石化した遺骸が発見されている。

## 形態
頭胴長30cm、全長60cm程度だった。体色には3種あり、黄色型・灰色型・それらの中間型がいた。縞模様はなかったが、黄色から緑灰色の斑紋があった。

## 生態
薄明薄暮性であったと考えられているが、絶滅しているため実態は不明である。雑食性で、海鳥の繁殖期（春）にはその卵や親鳥を、それが利用できない季節にはゼニアオイ類やその種子を食べていたと考えられる。体長と脚の長さの比から考えると、半樹上性であったと見られる。

## 人との関わり
1784年にポルトガルのJose Dasilva Feijoによって発見された。もともとブランコ島もラソ島も地図にも載らないような小島でほとんど利用されていなかった。しかし、1833年に流刑者がブランコ島に流され、自給自足生活を余儀なくされたため本種は捕獲されて食用にされた。また、腹の脂肪は傷薬として用いられた。
その後も島の植生の破壊が進み、半樹上性であった本種は打撃を受けた。また、植生破壊による土壌の流出や、偶発的な旱魃などの影響で個体数は急速に減少していった。飼育下繁殖の試みも行われたが、成功しなかった。1940年に絶滅が宣言された。